# Vállas Antal
Vállas Antal (Pest, 1809. május 18. – New Orleans, (Louisiana) 1869. július 20.) magyar mérnök, matematikus, egyetemi tanár, az MTA tagja.

## Élete
Vállas János polgár bérkocsis és Weidl Terézia fiaként született, gimnáziumi tanulmányait szülővárosában végezte a piaristáknál. 1824. október 5-én belépett a piarista rendbe, két próbaévet Trencsénben töltött, majd a második osztály tanára lett Sátoraljaújhelyen. Itt megismerkedett Kazinczy Ferenccel, aki erősítette benne a költészet iránti hajlamát, és verselni kezdett. Mielőtt a szerzetesi fogadalmat letette volna, 1827 szeptemberében kilépett a rendből.
Kassára ment iskoláit folytatni, leginkább a görög nyelvet és a matematikát szerette. Az 1828-29. iskolai évet Pesten töltötte, és a filozófia tanfolyamon matézist tanult. Ezután báró Palocsay Ferdinand fiának nevelője lett. 1830 végén a Palocsay családdal Bécsbe költözött, ahol a nevelés mellett tanulmányait is folytatta, és közelebbi kapcsolatba került az ott működő ismert matematikussal Andreas von Ettingshausennel is. 1831 vége felé bölcseleti doktorátust nyert.
1833-ban elhagyta Palocsay házát és Bécset. Pestre költözött és irodalmi munkásságba kezdett. Nemsokára azonban ismét Bécsbe ment, és báró Eötvös Ignác akkori vice-kancellár fia, Dénes nevelője lett. Közben Kudriaffskytól hallgatta az építészetet a politechnikumban. 1836-ban elhagyta báró Eötvös Ignác házát, Pestre ment és kizárólag az irodalomnak kezdett élni. A Magyar Tudományos Akadémia 1837. szeptember 7-én levelező tagjává, majd szeptember 9-én rendes tagjává választotta. (1858. december 16-án áttették a külső levelező tagok közé).
1837-38-ban az Ismertető szerkesztésében Fényes Eleknek volt munkatársa. 1838-ban meghívták a rohonci felsőbb gazdaképző-intézet a mennyiségtudományok tanszékére, itt dolgozott az intézet 1840-ben történt feloszlatásáig, és Czilchert Róberttel együtt szerkesztette a Rohonczi Közlemények első füzetét (1840 március).
A Magyar Tudós Társaság 1840-ben tartotta 11. nagy gyűlését, ahol augusztus 29-én, Vállas Antal bemutatta a dagerrotípia eljárást vagyis, hogy lehet a fénysugarak segítségével maradandó képet alkotni egy ezüstözött rézlemezre, amelyet megvilágítás előtt fényérzékennyé tettek. Ezen a napon tartják A Magyar Fotográfia Napját.
Visszatért Pestre, és 1841-ben kiadta Egy felállítandó magyar központi műegyetemről című röpiratát, mely az országgyűlés elé szánt emlékirat volt, Vállas ugyanis tagja volt az ebbnen a tárgyban Pest megyében folyt bizottmányi tanácskozásoknak. Az asztronómiai naplóban a magasságmérésről érkezett, és tevékenyen közreműködött az Almási Balogh Pál orvos által hasznos ismeretek terjesztésére kezdeményezett egyesület alakításában, melyből később kialakult az Ipartestület nőtte ki magát.
1841-ben a hasznos ismeretek terjesztésére egyesült férfiak kiküldték a Párizsban tartott műkiállításra biztosnak. Itt főként az iparművek megismerésével foglalkozott, és felhasználta az alkalmat Franciaországon kívül Anglia és Belgium meglátogatására is. Hazajövetele után a megalakult ipartestületben az iparos ismeretek terjesztésével foglalkozott. Részt vett az iparegyesület által 1842-ben, 1843-ban és 1845-ben tartott iparmű-kiállítások rendezésében. Mikor az iparegyesület 1843-ban iskolai előadásokat rendezett, a természet- és erőtan előadását bízták rá. 1844. december 12-én a természet- és vegytani szakosztály jegyzőjévé választották, 1845. január 30-án a mechanikai szakosztály jegyzőségét fogadta el. Ugyanennek az évnek áprilisában az egyesület a Hetilap című közgazdasági, ipari és kereskedelmi szaklap szerkesztését is rábízta, melyet decemberig vezetett. Ugyanekkor az iparegyesülettől is visszalépett.
Ezután főúri családok gyermekeinek nevelésével és irodalmi munkásságával foglalkozott. Többek közt Rosty Pálnak a nevelője volt. 1848. június 18-án báró Eötvös József vallás- és közoktatási miniszter kinevezte a pesti egyetemre a mennyiségtan rendes tanárának. Az egyetemi tanárságot azonban csak 1850 március végéig viselhette. Miután megfosztották egyetemi tanári állásától, 1851 őszén végleg elhagyta Magyarországot.
1853-ig Egyesült Államok Louisiana fővárosában, New Orleansban egy német egyházközség papja volt; majd körülbelül másfél évig családjával Nicaraguában élt kávéültetvényesként. 1854-ben visszatért New Orleansba, ahol egy hajózási iskolát tartott fenn és 1858-ban tudományos akadémiát alapított, melynek titkára is volt. Az amerikai polgárháború alkalmával Tennessee állam katonai akadémiájának igazgatását fogadta el, ahol egész vagyonát elvesztette. Visszatért New Orleansba, és az általa alapított akadémia titkáraként dolgozott 1869. július 20-án bekövetkezett haláláig.
A Magyar Tudományos Akadémiában 1874. december 21-én Galgóczy Károly tartott fölötte emlékbeszédet. Neje, kivel 1843-ban kelt egybe, Schuller-lány volt és férjénél négy évvel korábban halt meg. Két fia és egy lánya élte túl, kik családosak; egyik fia, Horác, New Orleansban a The Times-Democrat című napilapnak volt a vezérigazgatója.

## Művei
- Óda Magyar professzor tiszteletére. Kassa, 1827.
- Négy német költemény. Pest, 1829.
- Rövid értekezés a napórakészítésről. Egy rajzzal. Uo. 1833.
- Egyetemes számtudomány. Uo. 1838.
- Az égi és földtekék használata. Előre bocsáttatik a világegyetem és a föld ismerete. Kiadta Nagy Károly. Bécs, 1840. Öt tábla rajzzal.
- Egy felállítandó magyar központi műegyetemről. Pest, 1841.
- Felsőbb egyenletek egy ismeretlennel. Buda, 1842-48. Két füzet. (Németül: Wien, 1843).
- Galetti J. G. A. Egyetemi világismerete. Cannabich által megbővítve és Magyarországhoz alkalmazva... Pest, 1844. (Ebből azonban csak három füzet jelent meg. 1856-ban Falk Miksa által dolgoztatott újra és fejeztetett be 14 füzetben).
- Tudós társaságok körül, különös tekintettel a magyar t. társaság reformkérdéseire. Uo. 1814.
- Uj kézi és iskolai atlasz mind földirati, mind statisticai jegyzetekkel megtoldva ujságolvasók és tanulók számára. Uo. 1845. (2. részben újjá dolgozott kiadás Falk Miksa által. 19 színezett földképpel. Uo. 1855).
- Számvetés elemei; négyjegyű logarithmusi táblával. Uo. 1846. (2. tetemesen javított) kiadás. Egy logarithmusi táblával s a mértékek és pénznemek összehasonlítását tartalmazó függelékkel. Uo. 1851.)
- Nemzeti Encyclopaedia, avagy Magyarország és Erdélynek államföldrajzi és történeti nevezetességei szótár-alakban. 1-7. füzet. Uo. 1848. (Befejezetlen maradt.)
- Elemi tértan, tanítványai számára. Uo. 1848. (Kőnyomat).
- Algebra elemei. Francoeur L. B. után francziából ford. egy függelékkel. Uo. 1850.
- On the resolution of numerical equations. New-York, 1855.
- Commercial navigation. New-Orleans, 1859. (Több kiadást ért.)

Évenként kiadott egy tengerészeti naptárt Nautical Almanach címmel.
Nicaraguában tartózkodásakor a New-Orleans Picay une című nagy napilapba érdekes politikai, nemzetgazdászati és etnográfiai leveleket írt.